# Dżabla (dystrykt)
Dżabla – jedna z 4 jednostek administracyjnych drugiego rzędu (dystrykt) muhafazy Latakia w Syrii.
W 2004 roku dystrykt zamieszkiwało 196 171 osób.